# Pierwszy rząd Any Brnabić
Pierwszy rząd Any Brnabić – rząd Republiki Serbii urzędujący od 29 czerwca 2017 do 28 października 2020.
Przedterminowe wybory parlamentarne z kwietnia 2016 zakończyły się ponownym zwycięstwem koalicji skupionej wokół Serbskiej Partii Postępowej (SNS), która uzyskała 131 spośród 250 mandatów w Zgromadzeniu Narodowym Republiki Serbii. Trwający kilka miesięcy proces tworzenia nowego gabinetu doprowadził do odnowienia koalicji rządowej z Socjalistyczną Partią Serbii (SPS) i powołania w sierpniu 2016 drugiego rządu Aleksandara Vučicia. W kwietniu 2017 Aleksandar Vučić wygrał wybory prezydenckie, w maju tegoż roku pełniącym obowiązki premiera został Ivica Dačić.
15 czerwca 2017 nowy prezydent Serbii ogłosił desygnowanie na stanowisko premiera Any Brnabić, dotychczasowej bezpartyjnej minister administracji publicznej i lokalnej. 27 czerwca parlament przegłosował zmiany w strukturze rządu (poprzez utworzenie nowych ministerstw ochrony środowiska i integracji europejskiej), a kandydatka przedstawiła członków swojego gabinetu – w większości dotychczasowych ministrów. W skład jej gabinetu weszli przedstawiciele SNS i SPS, a także ugrupowań współpracujących z postępowcami – Socjaldemokratycznej Partii Serbii (SDPS), Ruchu Socjalistycznego (PS), Partii Zjednoczonych Emerytów Serbii (PUPS) i Serbskiej Partii Ludowej (SNP), jak również osoby bezpartyjne rekomendowane przez SNS.
29 czerwca 2017 Zgromadzenie Narodowe udzieliło jej rządowi wotum zaufania (157 głosami za przy 55 głosach przeciw). Tego samego dnia premier i ministrowie złożyli ślubowanie, rozpoczynając tym samym urzędowanie.
Kilka miesięcy po wyborach parlamentarnych z czerwca 2020 został zastąpiony przez drugi gabinet tej samej premier.

## Skład rządu
- premier: Ana Brnabić
- pierwszy wicepremier, minister spraw zagranicznych: Ivica Dačić (SPS, do 2020)[9]
- wicepremier, minister spraw wewnętrznych: Nebojša Stefanović (SNS)
- wicepremier, minister transportu, budownictwa i infrastruktury: Zorana Mihajlović (SNS)
- wicepremier, minister handlu, telekomunikacji i turystyki: Rasim Ljajić (SDPS)
- minister finansów: Dušan Vujović (do 2018), Siniša Mali (SNS, od 2018)
- minister gospodarki: Goran Knežević (SNS)
- minister rolnictwa, leśnictwa i gospodarki wodnej: Branislav Nedimović (SNS)
- minister ochrony środowiska: Goran Trivan (SPS)
- minister górnictwa i energii: Aleksandar Antić (SPS)
- minister sprawiedliwości: Nela Kuburović
- minister administracji publicznej i lokalnej: Branko Ružić (SPS)
- minister obrony: Aleksandar Vulin (PS)
- minister integracji europejskiej: Jadranka Joksimović (SNS)
- minister edukacji, nauki i rozwoju technologicznego: Mladen Šarčević
- minister zdrowia: Zlatibor Lončar (SNS)
- minister pracy, zatrudnienia, spraw społecznych i weteranów: Zoran Đorđević (SNS)
- minister młodzieży i sportu: Vanja Udovičić (SNS)
- minister kultury i informacji: Vladan Vukosavljević
- minister bez teki: Slavica Đukić Dejanović (SPS)
- minister bez teki: Milan Krkobabić (PUPS)
- minister bez teki: Nenad Popović (SNP)